# Sofia Chotek von Chotkowa

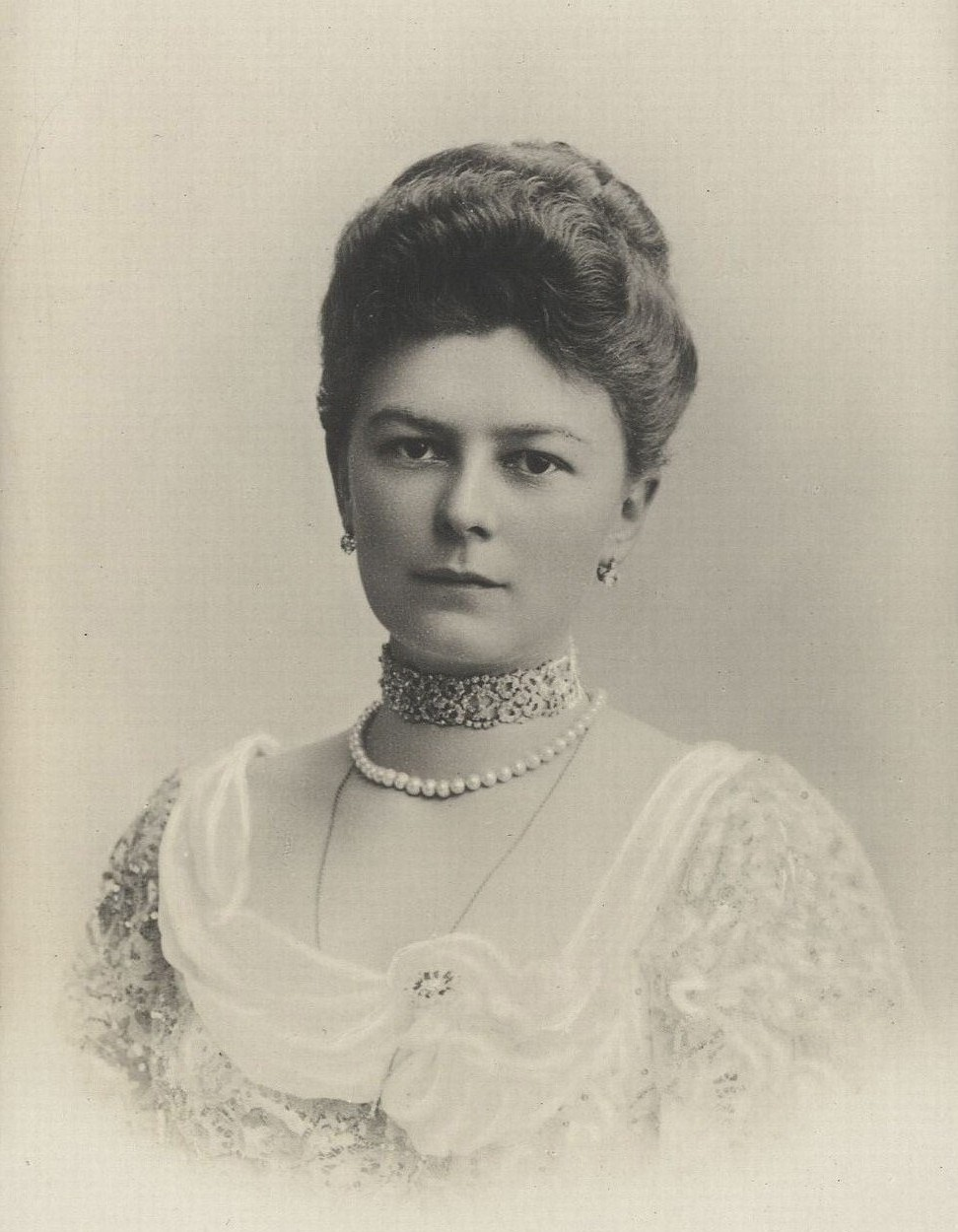
Sofia Chotek

Sofia Chotek von Chotkova, Sophie Maria Josephine Albina Chotek (Stuttgart, 1 de març de 1868 - Sarajevo, 28 de juny de 1914), duquessa de Hohenberg, era l'esposa morganàtica de l'arxiduc Francesc Ferran d'Àustria. L'assassinat de la parella va desencadenar la Primera Guerra Mundial.

## Infantesa i joventut
Va néixer a Stuttgart en una família de l'aristocràcia bohèmia. Era la quarta filla del comte Bohuslaw Chotek von Chotkova und Wognin i la seva dona, la comtessa Wilhelmine Kinsky von Wchinitz und Tettau. De jove, va entrar com a dama d'honor de l'arxiduquessa Isabel, esposa de l'arxiduc Frederic, duc de Teschen.

## Relació amb Francesc Ferran
No se sap on va conèixer l'arxiduc, hereu del tron austrohongarès, tot i que sovint s'ha dit que va ser en un ball a Praga
Van mantenir la seva relació en secret durant anys. Quan l'arxiduquessa Isabel va descobrir-ho, va haver-hi un escàndol públic.
L'emperador Francesc Josep d'Àustria va deixar clar a Francesc Ferran que no podia casar-se amb Sofia. Per ser consort d'un membre de la família Habsburg, calia ser membre d'una dinastia regnant d'Europa. Els Chotek no ho eren, encara que per línia materna tenien avantpassats entre els prínceps de Baden, Hohenzollern-Hechingen, i Liechtenstein.
Francesc Ferran va negar-se a casar-se amb ningú més. L'emperador Guillem II d'Alemanya, el Tsar Nicolau II de Rússia i el Papa Lleó XIII van intercedir per Francesc Ferran amb Francesc Josep, adduint que la discòrdia estava minant l'estabilitat de la monarquia.

## Casament amb Francesc Ferran

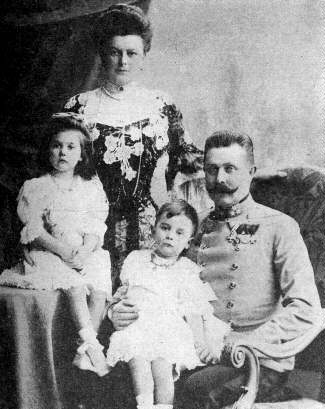
La duquessa i la seva família

El 1899, pressionat per la família (especialment l'arxiduquessa Isabel), l'Emperador Francesc Josep va accedir a un matrimoni morganàtic. Francesc Ferran podia casar-se amb Sofia, però es va estipular que els seus descendents no podrien ser successors al tron. Sofia no tindria ni el rang, ni el títol, ni la precedència del seu espòs.
Sofia i Francesc Ferran es van casar l'1 de juliol de 1900 a Reichstadt (ara Zákupy) a Bohèmia. L'Emperador Francesc Josep no hi va assistir, ni cap altre arxiduc, inclosos els germans de Francesc Ferran. Els únics membres de la família imperial que hi van ser foren la madrastra de Francesc Ferran, Maria Teresa, i les seves dues filles.
En el moment del casament, es va donar a Sofia el títol de Princesa de Hohenberg (Fürstin von Hohenberg) amb el tractament de Serena Altesa (Ihre Durchlaucht). El 1909, se li va donar el títol de Duquessa de Hohenberg (Herzogin von Hohenberg) amb tractament d'Altesa (Ihre Hoheit). Això la va fer pujar en estatus, però a la Cort continuava per darrere de totes les arxiduquesses.
La parella va tenir quatre fills:
- SAI la princesa Sofia de Hohenberg nascuda a Viena el 1901 i morta el 1990. Es casà amb el comte Friederich von Nostitz-Rieneck (1891-1973).
- SAI el duc Maximilià de Hohenberg nascut a Viena el 1902 i mort el 1962. Es casà amb la comtessa Elizabeth von Waldburg zu Wolfegg und Waldsee (1904-1993).
- SAI el príncep Ernest de Hohenberg nascut el 1904 i mort el 1954. Es casà amb Maria Teresa Wood (1910-1985).
- un fill mort en néixer (1908)

## Assassinat
El 1914, el governador de les províncies austríaques de Bòsnia i Hercegovina, va convidar l'Arxiduc Francesc Ferran i Sofia a presenciar les maniobres de les seves tropes. Normalment, no es permetia a Sofia acompanyar el seu marit en visites oficials, però aquesta vegada Francesc Ferran va fer que pogués venir com a regal d'aniversari.
A les 10:10, quan la comitiva passava davant de la comissaria central de policia, Nedjelko Cabrinovic va llançar una granada de mà al cotxe de l'arxiduc. El conductor va accelerar quan va veure-la i la granada va explotar sota el següent cotxe. Dos dels ocupants, Eric von Merizzi i el comte Boos-Waldeck van ser ferits de consideració. Al voltant d'una dotzena d'espectadors també van tenir impactes de metralla.
Després de la recepció oficial a l'Ajuntament, Francesc Ferran va demanar pels membres de la seva comitiva que havien estat ferits per la bomba. Quan li van dir que estaven ferits greument a l'hospital, va insistir que el portessin a veure'ls. Un membre de la comitiva de l'arxiduc, el baró Morsey, va suggerir que podria ser perillós, però el governador Oskar Potiorek, que era el responsable de la seguretat, va contestar "Creu que Sarajevo és ple d'assassins?" No obstant, Potiorek va acceptar que seria millor que Sofia es quedés a l'Ajuntament. Quan el baró Morsey ho va comunicar a Sofia, va negar-se a quedar-s'hi, adduint: "Si l'Arxiduc es mostra en públic avui, no el deixaré sol."
Per evitar el centre, Potiorek va decidir que el cotxe havia d'anar directe per Appel Quay fins a l'hospital de Sarajevo, però va descuidar-se de dir-ho al conductor, Leopold Loyka. De camí a l'hospital, al costat del Pont Llatí, el conductor va tombar a la dreta cap al carrer Franz Joseph. Un dels conspiradors, Gavrilo Princip, estava a la cantonada en aquell moment. Oskar Potiorek es va adonar immediatament que el conductor s'havia equivocat i va cridar "Què passa? No hem d'anar per aquí! Hem d'anar per Appel Quay !".
El conductor va frenar, i va començar a recular. Així va passar lentament davant de Gavrilo Princip, que es va acostar, va treure la pistola, i a poc més d'un metre de distància, va disparar al cotxe diverses vegades. A Francesc Ferran el van tocar al coll i a Sofia, a l'abdomen. En menys d'una hora van morir tots dos.
Sofia i Francesc Ferran van rebre un funeral conjunt. Però com a demostració final de la seva diferència de rang, els Habsburg van col·locar a Sofia en un taüt més baix que el del seu marit. Van ser enterrats a la cripta de la seva casa de camp, Schloss Artstetten. Avui en dia aquest castell té un museu dedicat a la parella.